# The Wilde Wedding
The Wilde Wedding (Brasil: Wilde Se Casa Novamente ) é um filme estadunidense se comédia romântica de 2017 escrita e dirigida por Damian Harris, estrelando Glenn Close, John Malkovich, Patrick Stewart, and Minnie Driver. Recebeu um lançamento limitado nos cinemas e um lançamento direto para o vídeo, começando em 15 de setembro de 2017, pela Vertical Entertainment.

## Sinopse
A famosa atriz Eve Wilde vai se casar pela quarta vez, desta vez com o escritor Harold. Seu primeiro marido, o ator Laurence Darling, e seus filhos e netos comparecem ao casamento. Harold é acompanhado por suas duas filhas e uma de suas amigas de longa data. A tensão sexual e o romance se espalharam entre as duas famílias e os convidados reunidos.

## Elenco
- Glenn Close como Eve Wilde
- John Malkovich como Laurence Darling
- Patrick Stewart como Harold
- Minnie Driver como Priscilla Jones
- Jack Davenport como Rory Darling
- Grace Van Patten como Mackenzie Darling
- Noah Emmerich como Jimmy Darling
- Peter Facinelli como Ethan Darling
- Yael Stone como Clementine
- Lilly Englert como Rose
- Brigette Lundy-Paine como Lara
- Tim Boardman como Dylan
- Kara Jackson como Bee
- Rob Langeder como Al
- Joe Urla como Nelson
- Santiago The Pawstar como YoYo o cachorro

## Recepção
No site Rotten Tomatoes, o filme mantém um índice de aprovação de 27% com base em 15 comentários, e uma classificação média de 5,24/10. No Metacritic, o filme tem uma pontuação média ponderada de 31 de 100, com base em 6 críticos, indicando "críticas geralmente desfavoráveis".